# Distretto di Korjukivka
Il distretto di Korjukivka (in ucraino Корюківський район?) è un distretto nell'oblast' di Černihiv in Ucraina. Il suo centro amministrativo è la città di Korjukivka. Ha una popolazione di 86 434 abitanti.
Il 18 luglio 2020, come parte della riforma amministrativa dell'Ucraina, il numero di distretti dell'oblast di Černihiv, è stato ridotto a cinque e l'area del distretto di Korjukivka è stata notevolmente ampliata.